# Sportunion
Sportunion, fédération d'obédience catholique, est une des trois confédérations sportives autrichiennes.

## Historique

### Sous l'Autriche impériale
Influencées par l'expansion du Turnen allemand de Jahn et des travaux du suisse Pestalozzi, des sociétés de tir et de gymnastique locales apparaissent dès le milieu du XIXe siècle au sein des confréries artisanales catholiques (katholische Gesellenverein). Elles s'élargissent à la randonnée pédestre, au football et au cyclisme à l'aube du XXe siècle mais il faut attendre 1900 pour voir apparaître à Vienne une « Union de gymnastique chrétienne allemande » (Christlich Deutsche Turnenshaft) rattachée à la « Fédération de gymnastique autrichienne » (Osterreichischer Turnbund) qui fait déjà place aux femmes et aux enfants dans ses activités. L'activité reste cependant réduite et, avec 9 000 membres, elle ne représente pas 10 % des pratiquants sportifs autrichiens à l'aube de la Première Guerre mondiale qui marque l'arrêt des activités.

### Sous la République
Dès la fin de la guerre une importante réflexion théorique sur le sport et l'éducation physique se développe en Autriche avec Karl Gaulhofer. Il faut cependant attendre 1921 pour voir resurgir une « Christlich Deutsche Turnenshaft Osterreich » (CDTO) qui connaît son heure de gloire avec l'avènement du pouvoir démocrate-chrétien allemand en 1934. Les activités restent essentiellement gymniques et plus tournées vers le service de la patrie que vers la performance ; cependant les sports, pratiqués comme dérivatifs par les gymnastes, commencent à prendre des formes plus institutionnelles. En 1937 les effectifs dépassent 58 000 membres mais la CDTO qui a milité contre l'Anschluss est dissoute dès le 13 mars 1938.  

### Après 1945
En juin 1945, la CDTO et le « Reichband » s'entendent pour fonder  l'« Osterreischische Turn und Sport Union » (OTuSU) qui devient vite un des trois piliers du sport autrichien. Au 1er janvier 2019 elle regroupe plus de 921 000 membres dans environ 4 370 clubs. Son siège est à Vienne. De par ses statuts Sportunion, comme Allgemeiner Sportverband Osterreich (ASVO) autre pilier du sport autrichien, est apolitique. Cependant de nombreux hauts responsables sont très proches du parti populaire autrichien (OVP).

## Fonctionnement
Sportunion est implantée dans les 9 länder autrichiens où chacune de ses structures dispose de l'autonomie décisionnelle. Elle couvre toutes les branches du sport, du sport de haut niveau au sport pour tous et s'investit particulièrement dans les domaines de la forme et du fitness. Ses associations recherchent un haut standard dans leurs prestations et c'est l'une d'entre elles qui a obtenu la seule certification ISO 9001 décernée pour la qualité du management des activités sportives et le label Austria Gütezeichen. Elle milite sur le plan national pour un sport propre et sans dopage.

## Relations internationales
En dépit de contacts avec les autres fédérations catholiques européennes, l'Autriche ne s'affilie à l'Union internationale des œuvres catholiques d’éducation physique (UIOCEP) qu'en 1929, deux ans après la fédération allemande, Deutsche Jungendkraft (DJK). Elle en devient immédiatement un partenaire dynamique et reprend sa place au sein de la nouvelle Fédération internationale catholique d'éducation physique et sportive (FICEP) en 1947. Elle en organise alors à plusieurs reprises les Jeux européens et en assume la présidence de 1975 à 1991 avec Josef Finder et le secrétariat général de 2003 à 2011. Depuis 2011 elle en a pris en charge le secrétariat administratif confié à une de ses employées et Gerhard Hauer, président de la FICEP depuis 2011, est un de ses membres.